# 博施反应

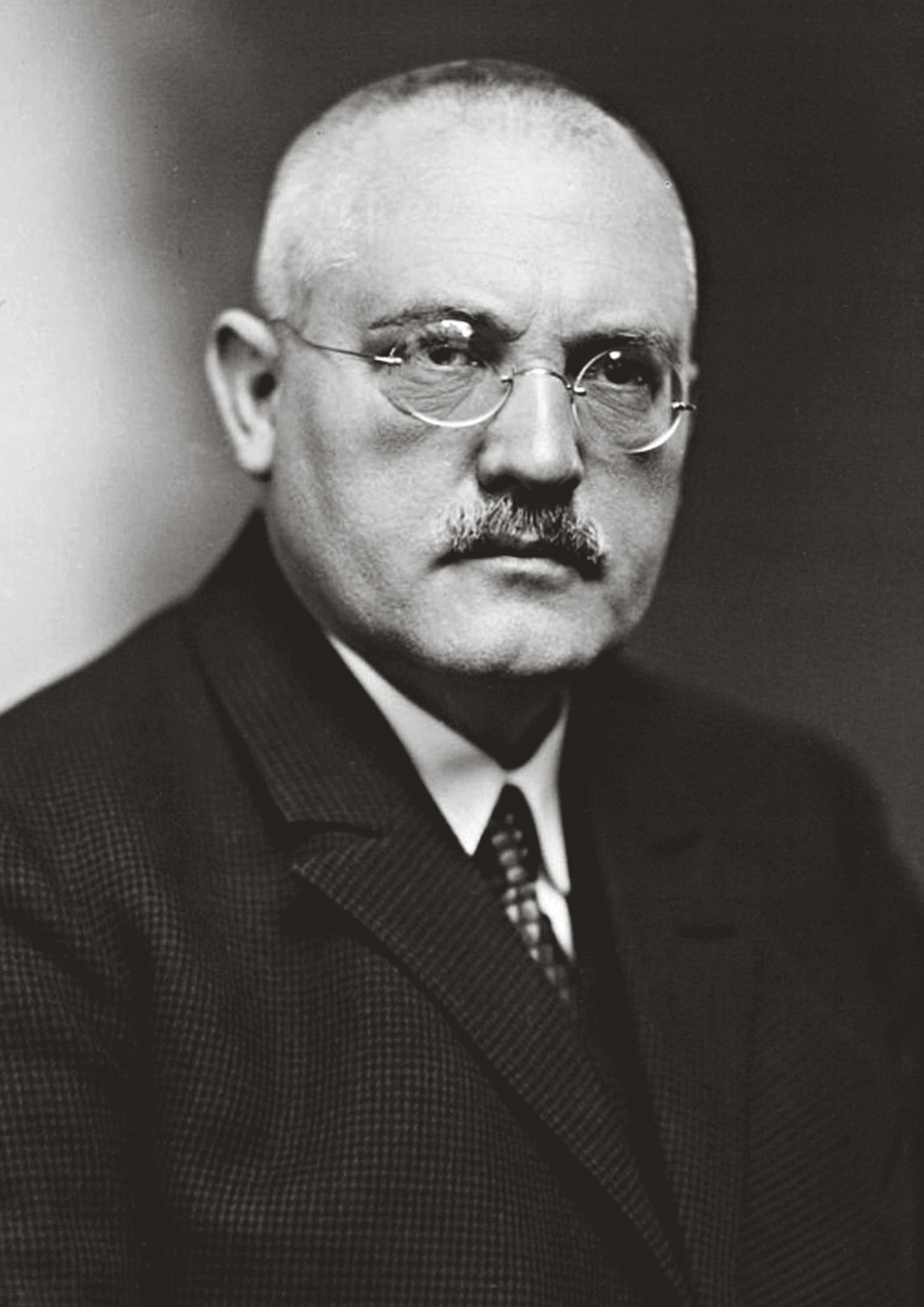
卡尔·博施(Karl Bosch)(1874-1940)

博施反应（德語：Bosch-Reaktion）指二氧化碳与氢气在金属（如铁、钴、镍、钌）催化和530－730℃下反应，生成单质碳（石墨）和水。
{\displaystyle {\rm {\ CO_{2}+2H_{2}\rightarrow C+2H_{2}O}}}
上面反应实质上是两个反应的总结果。第一是水煤气转化，二氧化碳与氢气作用生成一氧化碳和水。第二是一氧化碳被氢气还原为碳，这一步是速控步。
{\displaystyle {\rm {\ CO_{2}+H_{2}\rightarrow CO+H_{2}O}}}
{\displaystyle {\rm {\ CO+H_{2}\rightarrow C+H_{2}O}}}
这个反应与萨巴捷反应都是将二氧化碳还原的方法。目前有研究利用此类反应在空间站上进行应用，将人类代谢产生的二氧化碳再生成水和碳及碳化合物。